# Italo Ianne
Italo Janne, anche conosciuto col vero nome Italo Ianne e con lo pseudonimo di Jerry o Jerry Mantron (Castellammare di Stabia, 12 maggio 1942 – Venezia, 28 ottobre 2024), è stato un cantante, compositore e produttore discografico italiano.

## Biografia
Campano di nascita e formazione, successivamente si trasferì con la famiglia a Venezia, dove cominciò a frequentare la scena musicale locale. Così nei primi anni sessanta, come chitarrista, esordì in duo con la non ancora famosa Nicoletta Strambelli.
Verso la fine dell'anno 1964 incise con il noto gruppo veneziano I Lagunari del pianista e organista Italo Salizzato il suo primo 45 giri per la Robinson Records (Editore, Produttore discografico Antonio Tasinato) i due brani: Apocalisse e Il Medium che poi verrà inserito nella colonna sonora del film Il mostro di Venezia.
Desideroso di intraprendere una carriera da solista, cominciò a viaggiare, e come capitava all'epoca, si esibì sulle navi per intrattenere i turisti in crociera.
Verso la fine del decennio si trasferì momentaneamente a Roma ove conobbe i maestri Bruno Zambrini e Gianni Meccia che nel 1969 gli schiusero la via del successo con il loro pezzo intitolato Centomila violoncelli, che entrò nella hit-parade e venne adottato come sigla dello sceneggiato RAI La donna di cuori con Ubaldo Lay nei panni del tenente Sheridan.
Nel 1972 partecipò con il brano No Lucky no al Cantagiro e con Lavora ragazzo al Cantastampa.
Nel 1974, come autore, vinse il Festival di Sanremo in coppia con Cristiano Malgioglio, con la canzone Ciao cara come stai? cantata da Iva Zanicchi. Un altro pezzo, da lui composto con Flavio Zanon, Il mio volo bianco cantato da Emanuela Cortesi, si classificò quinto nella stessa manifestazione.
Nel 1976 la svolta: Italo Janne scomparve ed al suo posto nacque Jerry Mantron. Supersonic Band fu il suo più grande successo, edito dalla Pull, vantando 16 settimane in Hit-parade con 400 000 copie vendute: questa canzone è considerata forse a ragione il primo esempio di disco music italiana. Compose 3 canzoni per lo Zecchino d'Oro: Ma che cosa ci posso fare? (1976), Gira che è un girotondo (1999), La doccia col cappotto (2009, vincitrice della rassegna).
Nel 1987 giunse quarto a Sanremo con Io amo, brano cantato da Fausto Leali
Fu coautore del brano Voglio amarti cantato da Iva Zanicchi al Festival di Sanremo 2022.
Visse a Venezia, dove svolse l'attività di produttore discografico, fino alla morte sopraggiunta il 28 ottobre 2024 all'età di 82 anni.

## Vita privata
Italo Janne ha avuto una figlia, Lara, perita in un incidente stradale nel 2015.

## Citazioni e omaggi
- Nel 2004, in occasione della pubblicazione dell'album di Jerry su compact-disc, il duo di Dj Datura ha pubblicato diversi remix del suo pezzo più significativo, Supersonic Band.[3]

## Discografia parziale

### Discografia come Italo Janne
- 1969 - Centomila violoncelli/Forse fingi, pubblicato da CGD N 9729
- 1970 - Folle testolina/Dopo un bacio, pubblicato da CGD N 9773
- 1971 - La speranza/Un saluto e via, pubblicato da CGD 117
- 1971 - No, Lucky no/No, Lukey no, pubblicato da Philips 6025059
- 1973 - Ancora una volta/Esisteva un'anima, pubblicato da Philips 6025086

### Discografia come Jerry Mantron

#### Album
- 1976 - Jerry Mantron & the Supersonic Band, pubblicato da Pull

#### Singoli
- 1974 - Africa no more/Shalom good-bye, pubblicato da Durium
- 1975 - Apocalisse/Il medium, pubblicato da Robinson Records
- 1975 - Supersonic Band/Big fool, pubblicato da Pull
- 1976 - Yppi Yppi/Baby star, pubblicato da Pull
- 1976 - Love of my life/San Francisco disco, pubblicato da Pull
- 1979 - ...All'attacco (in sella)/Vieni qui! Vieni qui!, pubblicato da Centotre
- 2004 - Supersonic band:1.Supersonic Band (Datura Radio Edit) 2. Supersonic Band (Datura Extended Mix) 3. Supersonic Band (Original) 4. Futuresonic Band

#### Compilation
- 2000 - So I don't want to leave you, vol I: 15. JERRY MANTRON, pubblicato da Radio Birikina